# In Times Before the Light
In Times Before the Light är ett studioalbum med det norska industrimetal/black metal-bandet Covenant och senare med samma band under namnet The Kovenant. Albumet utgavs första gången 1997 under band-namnet Covenant av skivbolaget Mordgrimm. Återutgåvan under band-namnet The Kovenant, innehåller remixade versioner av låtar från Covenant-albumet. Dessutom finns några nyinspelade partier. The Kovenant-versionen av In Times Before the Light släpptes 2002 av skivbolaget Hammerheart Records.

## Låtlista
Covenant-versionen från 1997
1. "Towards the Crown of Nights" – 5:50
2. "Dragonstorms" – 4:58
3. "The Dark Conquest" – 6:54
4. "From the Storm of Shadows" – 5:13
5. "Night of the Blackwinds" – 3:40
6. "The Chasm" – 4:44
7. "Visions of a Lost Kingdom" – 3:26
8. "Through the Eyes of the Raven" – 5:00
9. "In Times Before the Light" – 5:59
10. "Monarch of the Mighty Darkness" – 5:54

The Kovenant-versionen från 2002
1. "Towards the Crown of Nights" – 6:29
2. "Dragonstorms" – 5:19
3. "The Dark Conquest" – 7:39
4. "From the Storm of Shadows" – 5:34
5. "Night of the Blackwinds" – 3:56
6. "The Chasm" – 4:39
7. "Visions of a Lost Kingdom" – 5:56
8. "Through the Eyes of the Raven" – 5:04
9. "In Times Before the Light" – 6:04
10. "Monarch of the Mighty Darkness" – 6:15

## Medverkande
Musiker (Covenant/The Kovenant-medlemmar)
- Lex Icon (Stian André Arnesen) – sång, trummor
- Psy Coma (Amund Svensson) – gitarr, keyboard, basgitarr, programmering

Bidragande musiker (The Kovenant-versionen)
- Sensei Bogus (Bjørn Boge) – basgitarr, programmering

Produktion (Covenant-version)
- Noctis Irae – musikproducent
- Sire Johannesen – producent, ljudtekniker
- Alex Kurtagić – omslagskonst
- Christophe "Volvox" Szpajdel – logo

Produktion (The Kovenant-version)
- Bjørn Boge – producent, ljudtekniker, ljudmix
- Psy Coma – producent, ljudtekniker
- Pål Espen Johannessen
- Tommy Svensson – omslagsdesign, omslagskonst
- Peder Klingwall – foto